# Insurgencia en Jammu y Cachemira
La insurgencia en Jammu y Cachemira o insurgencia cachemir es un conflicto entre insurgentes cachemires apoyados por Pakistán, a veces conocidos como «ultras», y el gobierno de India. Se ha desarrollado de varias formas y miles de vidas se han perdido desde la intensificación de esta desde 1989. 
Una insurgencia armada generalizada comenzó en Cachemira con la disputada elección de 1987 cuando algunos elementos de la Asamblea del Estado formaron milicias que actuaron como un catalizador para el comienzo de la lucha armada en la región, posteriormente en los años 90 la ideología de la insurgencia se volvía islamista con la llegada de combatientes y organizaciones de ese tipo.
La Inter-Services Intelligence (ISI) de Pakistán ha sido acusada por India de apoyar a los muyahidines para combatir en Jammu y Cachemira. Según cifras oficiales publicadas por la Asamblea de Jammu y Cachemira (controlada por la India) el conflicto hasta julio de 2009 ha dejado más de 45.000 muertos y 3.400 casos de desaparición. Sin embargo, el número de muertes relacionadas con la insurgencia ha caído fuertemente desde el inicio de un lento proceso de paz entre India y Pakistán.
Algunos grupos de derechos humanos consideran que el número de muertos desde 1989 se sitúa más bien en torno a los 100.000.